# Орел (Воклиз)
Орел (фр. Aurel) насеље је и општина у југоисточној Француској у региону Прованса-Алпи-Азурна обала, у департману Воклиз која припада префектури Карпантрас.
По подацима из 2011. године у општини је живело 182 становника, а густина насељености је износила 6,3 становника/km². Општина се простире на површини од 28,9 km². Налази се на средњој надморској висини од 800 метара (максималној 1.600 m, а минималној 615 m).

## Демографија
| 1962. | 1968. | 1975. | 1982. | 1990. | 1999. | 2011. |
| ----- | ----- | ----- | ----- | ----- | ----- | ----- |
| 127   | 132   | 113   | 126   | 128   | 156   | 182   |

График промене броја становника у току последњих година